# Старо-Полтавский кантон
Старополтавский кантон (нем. Kanton Staraja Poltawka) — административно-территориальная единица АССР немцев Поволжья, существовавшая в 1922—1941 годах. Административный центр - с. Старая Полтавка.
Старополтавский кантон был образован 22 июня 1922 года в составе Трудовой коммуны немцев Поволжья.
7 сентября 1941 года в результате ликвидации АССР немцев Поволжья Старополтавский кантон был передан в Сталинградскую область и преобразован в Старополтавский район.

## Административно-территориальное деление
По состоянию на 1 апреля 1940 года кантон делился на 13 сельсоветов:
- Беляевский,
- Валуевский,
- Гнадентауский,
- Ерусланский,
- Калининский,
- Кожушковский,
- Лятошинский,
- Ново-Полтавский,
- Ново-Квасниковский,
- Песчанский,
- Старо-Полтавский,
- Салтовский,
- Шмыглинский.

## Население
Динамика численности населения
| 1922  | 1926  | 1935 | 1939  | 1941  |
| ----- | ----- | ---- | ----- | ----- |
| 17913 | 20282 | 9423 | 13752 | 13700 |

### Национальный состав
| Национальность                                              | 1926          | 1939         | 1941          |
| ----------------------------------------------------------- | ------------- | ------------ | ------------- |
| Украинцы                                                    | 9005 (44,4%)  | 6545 (47,9%) | -             |
| Русские                                                     | 3337 (16,5 %) | 3327 (24,2%) | -             |
| Немцы                                                       | 6710 (33,0%)  | 2497 (18,2%) | 2456 (17,9 %) |
| Татары                                                      | -             | 735 (5,3%)   | -             |
| Казахи                                                      | -             | 378 (2,7%)   | -             |
| 1939 год - показаны народы c численностью более 300 человек |               |              |               |